# 몬스트리스
《몬스트리스》(영어: Monstress)는 2015년 미국의 에픽 판타지(epic fantasy) 만화이다. 마저리 류가 쓰고 사나 다케다가 그렸다.